# 湘南爆走族 サウンドトラック
湘南爆走族 サウンドトラック（しょうなんばくそうぞくさうんどとらっく）は1987年に発売されたサウンドトラック。

## 解説
東映映画「湘南爆走族」のサウンドトラック。
劇場公開4月25日前の4月21日に発売された。

## 収録曲
歌：桃太郎。
A面
1. 鬼ヶ島攻撃隊
  - 作曲：Tsukasa、編曲：上村功
2. 眠らないSummer Side
  - 作詞：松本一起、作曲：BABA、編曲：佐藤明彦
3. 無情の雨
  - 作詞：松本一起、作曲：BABA、編曲：佐藤明彦
4. うずくまる時代を超えて
  - 作詞：松本一起、作曲：BABA、編曲：上村功
5. 去年の夏よりForever
  - 作詞：松本一起、作曲：BABA、編曲：佐藤明彦

B面
1. おれたちゃ本気TONK
  - 作曲：Tsukasa、編曲：上村功
2. SHONAN FEELING
  - 作詞：今村未仁、作曲：Johnny、編曲：上村功
3. 湘南グラフィティ
  - 作詞：今村未仁、作曲：田口オサム、編曲：佐藤明彦
4. ゴンダでCha Cha Cha
  - 作詞：嵐ヨシユキ、作曲：Tsukasa、編曲：上村功
5. 木洩れ日の午後に
  - 作曲：Tsukasa、編曲：佐藤明彦

## 発売履歴
| 発売日        | レーベル       | 規格 | 規格品番  |
| ------------- | -------------- | ---- | --------- |
| 1987年4月21日 | 日本コロムビア | LP   | AF-7451   |
| 1987年4月21日 | 日本コロムビア | CT   | CAR-1485  |
| 1987年4月21日 | 日本コロムビア | CD   | 33CA-1555 |

## シングル
アルバムと同時発売された。
収録曲
A面
1. 湘南グラフィティ
  - 作詞：今村未仁、作曲：田口オサム、編曲：佐藤明彦
  - 歌：桃太郎

B面
1. Good Luckナイフの上
  - 作詞：松本一起、作曲：BABA、編曲：上村功
  - 歌：桃太郎